# Juliet Itoya
Juliet Itoya (sinh ngày 17 tháng 8 năm 1986) là một vận động viên người Tây Ban Nha gốc Nigeria chuyên về nhảy xa. Cô đã giành được huy chương vàng tại Giải vô địch người Mỹ gốc Á 2014.
Điểm tốt nhất của cô ấy trong sự kiện là 6,79 mét ngoài trời (+1,4m / s, Salamanca 2016) và 6,47 mét trong nhà (Madrid 2016).

## Cuộc thi quốc tế
| Năm                      | Giải đấu                      | Địa điểm                 | Thứ hạng                 | Nội dung                 | Chú thích                |
| Representing Tây Ban Nha | Representing Tây Ban Nha      | Representing Tây Ban Nha | Representing Tây Ban Nha | Representing Tây Ban Nha | Representing Tây Ban Nha |
| ------------------------ | ----------------------------- | ------------------------ | ------------------------ | ------------------------ | ------------------------ |
| 2007                     | European U23 Championships    | Debrecen, Hungary        | 20th (q)                 | Long jump                | 5.86 m                   |
| 2013                     | Mediterranean Games           | Mersin, Turkey           | 5th                      | Long jump                | 6.23 m                   |
| 2014                     | Ibero-American Championships  | São Paulo, Brazil        | 1st                      | Long jump                | 6.64 m                   |
| 2014                     | European Championships        | Zürich, Switzerland      | 21st (q)                 | Long jump                | 6.20 m                   |
| 2016                     | European Championships        | Amsterdam, Netherlands   | 16th (q)                 | Long jump                | 6.35 m (w)               |
| 2016                     | Olympic Games                 | Rio de Janeiro, Brazil   | 22nd (q)                 | Long jump                | 6.35 m                   |
| 2017                     | European Indoor Championships | Belgrade, Serbia         | 11th (q)                 | Long jump                | 6.36 m                   |
| 2018                     | Mediterranean Games           | Tarragona, Spain         | 2nd                      | Long jump                | 6.83 m (w)               |
| 2018                     | European Championships        | Berlin, Germany          | 10th                     | Long jump                | 6.38 m                   |
| 2018                     | Ibero-American Championships  | Trujillo, Peru           | 1st                      | Long jump                | 6.73 m (w)               |